# Elmichi

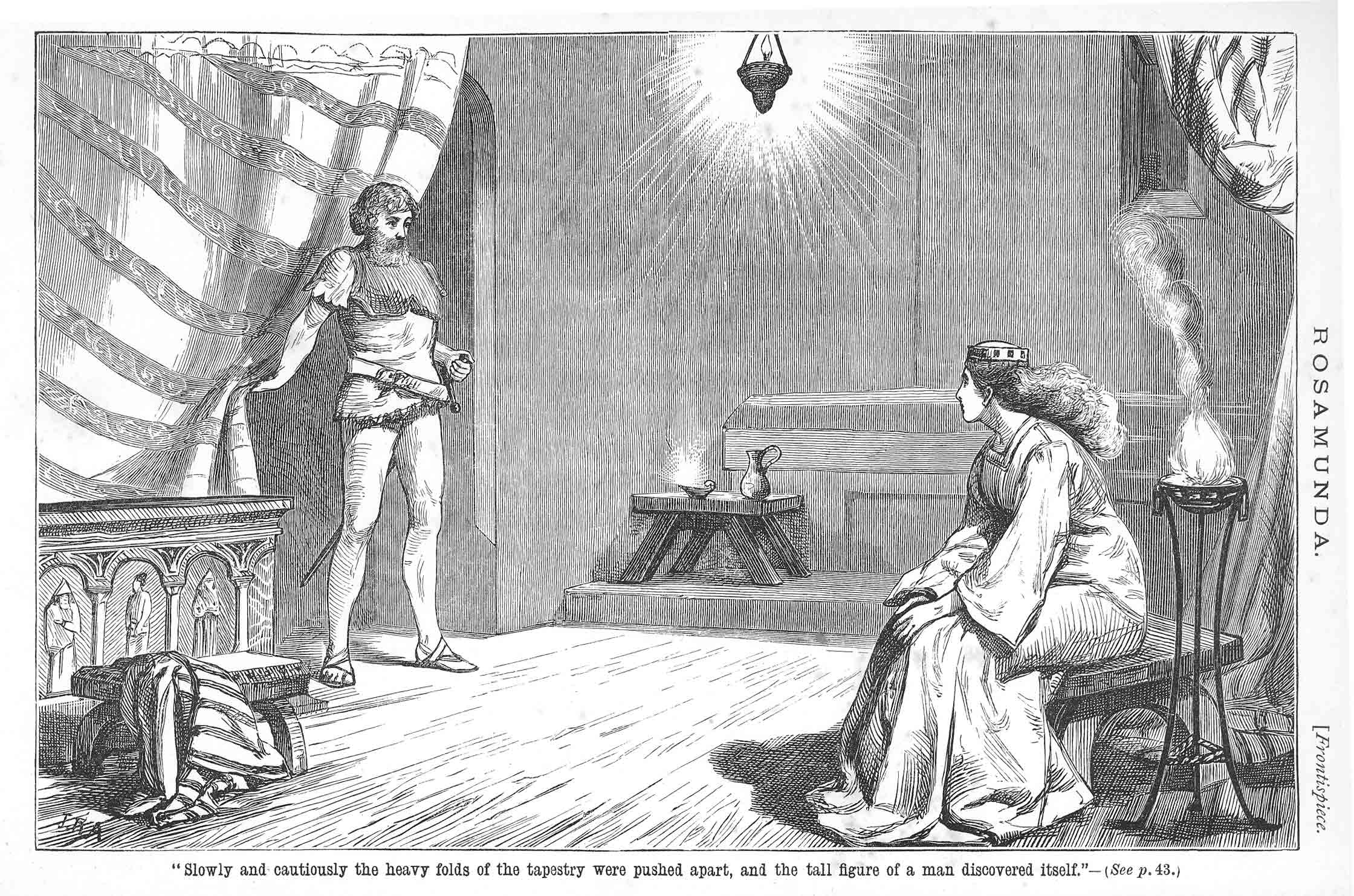

Elmichi (o Elmechi; ... – Ravenna, 572) è stato un nobile e militare longobardo vissuto nel VI secolo, amante della regina Rosmunda.

## Biografia
Era schildpor o schildträger (lett. portatore di scudo - scudiero del sovrano) e fratello di latte del re longobardo Alboino. Insieme a Rosmunda, moglie di Alboino, organizzò una congiura contro Alboino, che ebbe successo: il re venne ucciso per mano di Peredeo. Dopo il regicidio Elmichi tentò di impossessarsi del trono, regnando insieme a Rosmunda per tre mesi; ma fallì per l'ostilità della popolazione, furiosa per l'assassinio del loro re. Egli fu addirittura costretto a fuggire, insieme a Rosmunda, Alpsuinda, Peredeo e il tesoro dei Longobardi, in territorio bizantino, perché la popolazione longobarda lo voleva morto.
Era innamorato di Rosmunda, che divenne sua moglie. Tuttavia proprio lei lo avvelenò: infatti, avendo il prefetto bizantino di Ravenna Longino, a cui Elmichi e Rosmunda avevano chiesto asilo politico, chiesto a Rosmunda di sposarlo a patto che lei uccidesse Elmichi, Rosmunda, bramosa di diventare la donna più potente di Ravenna, fece bere al marito del vino avvelenato. Quando Elmichi si accorse di essere stato avvelenato, costrinse anche Rosmunda a bere il veleno, e in questo modo morirono entrambi.